# Emmenanthe
- Commons
- Wikispecies

Emmenanthe é um gênero botânico pertencente à família Hydrophyllaceae.